# We Got This (A Day to Remember)
We Got This è un singolo del gruppo musicale statunitense A Day to Remember, il quinto estratto dal loro sesto album in studio Bad Vibrations, pubblicato il 31 agosto 2016.

## Descrizione
Il brano è stato mandato in onda per la prima volta durante il programma Beats 1 di Zane Lowe su Apple Music il 31 agosto 2016, per poi essere pubblicato in formato digitale lo stesso giorno.
Il testo parla, secondo il cantante Jeremy McKinnon, del trovare il proprio posto nel mondo e in particolare del modo in cui il gruppo è riuscito a entrare e crescere nel "piccolo mondo del punk".

## Video musicale
Il 22 settembre 2017, oltre un anno dopo l'uscita del singolo, viene pubblicato un video ufficiale dedicato dalla band ai suoi fan e diretto da Drew Russ.

## Tracce
Testi degli A Day to Remember.
Musiche di Jeremy McKinnon, Kevin Skaff e Neil Westfall.
1. We Got This – 3:49

## Formazione
A Day to Remember
- Jeremy McKinnon – voce
- Kevin Skaff – chitarra solista, voce secondaria
- Neil Westfall – chitarra ritmica
- Joshua Woodard – basso
- Alex Shelnutt – batteria, percussioni

Altri musicisti
- Phil Norman – violoncello
- Adrienne Short – violino, viola
- Ian Short – violino

Produzione
- Bill Stevenson – produzione, ingegneria del suono
- Jason Livermore – produzione, ingegneria del suono
- Andrew Berlin – ingegneria del suono
- Andrew Wade – ingegneria del suono
- Chris Beeble – ingegneria del suono
- Andy Wallace – missaggio

## Classifiche
| Classifica (2016)  | Posizione massima |
| ------------------ | ----------------- |
| Stati Uniti (rock) | 42                |